# 2014 aux Îles Marshall
Cet article présente les faits marquants de l'année 2014 aux Îles Marshall.

## Évènements
- 5 mars : L'état d'urgence est décrété à la suite d'importantes inondations, qui contraignent un millier de personnes à quitter leur foyer[1].

- 18 mars : Le Président Christopher Loeak transfère son ministre des Affaires étrangères Phillip Muller au poste de ministre de la Santé, et le remplace par Tony deBrum. Il agit ainsi sous pression du Parlement, Muller ayant nommé Jamil Sayyed (ancien chef des services de renseignement libanais, et soupçonné d'implication dans l'assassinat de Rafiq Hariri en 2005) au poste de représentant des îles Marshall à l'UNESCO. Muller invalide cette nomination avant de quitter ses fonctions aux Affaires étrangères[2].